# Slaughterhouse, l'Abattoir de l'angoisse
Pour les articles homonymes, voir Slaughterhouse.
Pour plus de détails, voir Fiche technique et Distribution.
Slaughterhouse, l'Abattoir de l'angoisse aussi appelé L'Abattoir (titre original : Slaughterhouse) est un film d'horreur américain réalisé par Rick Roessler, sorti en 1987.

## Synopsis
Une bande de jeunes osent s'approcher de l'abattoir du vieux Lester Bacon. Ils le regretteront vite, car le fils nommé Buddy Bacon qui va les tuer.

## Fiche technique
- Titre français : Slaughterhouse, l'Abattoir de l'angoisse
- Titre québécois : Slaughterhouse Lucky 13
- Titre original : Slaughterhouse
- Titre alternatif : L'Abattoir lors de sa sortie en vidéo
- Réalisation : Rick Roessler
- Scénario : Rick Roessler
- Photographie : Richard Benda
- Montage : Sergio Uribe
- Musique : Joseph Garrison
- Société de production : American Artists
- Pays de production :  États-Unis
- Langue : Anglais
- Format : Couleur — 35 mm — 1.85 : 1 — Son : Ultra Stereo
- Genre : Comédie horrifique, thriller, Slasher
- Durée : 85 minutes
- Date de sortie :
  - États-Unis : 28 août 1987
- Interdit aux moins de 12 ans

## Distribution
- Joe B. Barton : Buddy Bacon
- Don Barrett : Lester Bacon
- William Houck : Sheriff Borden
- Sherry Leigh : Liz Borden
- Jeff Wright : Deputy Dave
- Bill Brinsfield : Tom Sanford
- Lee Robinson : Harold Murdock